# Kolonia Wilczogóra
Kolonia Wilczogóra (do 31 grudnia 2016 Wilczogóra) – kolonia w Polsce położona w województwie wielkopolskim, w powiecie konińskim, w gminie Wilczyn.
W latach 1975–1998 miejscowość należała administracyjnie do województwa konińskiego.